# Les Scouts juifs
Pour un article plus général, voir Saga de la pluie de météores.
Les Scouts juifs (Jewbilee en version originale) est le neuvième épisode de la troisième saison de la série animée South Park, ainsi que le 40e épisode de l'émission. C'est aussi le troisième épisode d'une trilogie : la saga de la pluie de météores (avec Orgie de chat et Deux hommes nus dans un jacuzzi).

## Synopsis
Juste avant d'aller à la fête chez M. Mackey, les Broflovski emmènent Kyle, Ike et Kenny au Jubilé. Ike et Kenny ont du mal à se faire accepter tandis qu'un ours rôde autour du camp. Pendant ce temps, le chef d'une synagogue antisémite semble avoir de sombres projets...

## Mort deKenny
Il meurt en libérant Moïse grâce à un coup de tête dans le coquillage.